# ETTU Cup 2011-2012
Navigation
ETTU Cup
2010-2011 ETTU Cup
2012-2013
L'ETTU Cup 2011-2012 est la huitième édition de la deuxième Coupe d'Europe sous cette appellation. L'ASTT Chartres, vainqueur l'année dernière s'étant qualifié pour les quarts de finale de la Ligue des Champions tout comme Levallois, finaliste, une nouvelle équipe succédera donc aux euréliens au palmarès.
Pour la compétition féminine en revanche, le Li-Ning/Infinity Heerlen, non qualifié pour la Ligue des Championnes qu'il a remporté il y a deux ans, date de la dernière édition de cette compétition, défendra son titre de Champion d'Europe pour la deuxième année consécutive après sa victoire l'an dernier aux dépens du TTC Berlin Eastside, qualifié pour les demi-finales de la Ligue des Championnes cette saison.

## Section masculine

### Tours Préliminaires

#### Troisième Tour
| Locaux                         | Scores | Visiteurs              |
| ------------------------------ | ------ | ---------------------- |
| GV Hennebont                   | 3-1    | SPG Walter Wels        |
| Irun Leka Enea                 | 0-3    | TG 1837 Hanau          |
| SS La Romagne                  | 3-1    | Bars Kazan             |
| DKV Borges Vall                | 0-3    | Nord Donetsk TT        |
| SAG Cestas                     | 3-1    | Sdushor 13             |
| Kobenhavn BKT                  | 2-3    | Cajasur Priego TM      |
| Angers VTT                     | 3-1    | Olimpia Unia Grudziadz |
| TTC San Sebastian de los Reyes | 0-3    | Werder Brême           |

#### Quatrième Tour
Les quatre équipes qualifiées pour les quarts de finale affronteront les quatre équipes ayant terminé à la troisième place des poules de Ligue des Champions dans des matchs au format aller-retour
| Locaux        | Scores | Visiteurs         |
| ------------- | ------ | ----------------- |
| GV Hennebont  | 3-0    | TG 1837 Hanau     |
| SS La Romagne | 3-0    | Nord Donetsk TT   |
| SAG Cestas    | 3-1    | Cajasur Priego TM |
| Angers VTT    | 3-1    | Werder Brême      |

### Phase Finale
- Carton plein des clubs français à l'issue du quatrième tour de l'ETTU Cup. Avec les reversions du Borussia Düsseldorf , du Voo Charleroi  et du TTF Ochsenhausen , les français n'auront pas la tâche facile.

- Quarts de finale le vendredi 13 janvier (sauf mentions contraires) chez l'équipe citée en haut

|  | Quarts de finale                           | Quarts de finale         |                     |          | Demi-finales | Demi-finales |  |  | Finale | Finale |
|  | Quarts de finale                           | Quarts de finale         |                     |          | Demi-finales | Demi-finales |  |  | Finale | Finale |
|  |                                            |                          |                     |          |              |              |  |  |        |        |
|  | Aller dimanche 15 janvier 2012 à Charleroi |                          |                     |          |              |              |  |  |        |        |
|  |                                            |                          |                     |          |              |              |  |  |        |        |
|  | Voo Charleroi                              | 0 ; 2                    |                     |          |              |              |  |  |        |        |
|  | Voo Charleroi                              | 0 ; 2                    |                     |          |              |              |  |  |        |        |
|  | GV Hennebont                               | 3 ; 3                    |                     |          |              |              |  |  |        |        |
|  | GV Hennebont                               | 3 ; 3                    | GV Hennebont        | 210 ; 39 |              |              |  |  |        |        |
|  |                                            |                          | GV Hennebont        | 210 ; 39 |              |              |  |  |        |        |
|  |                                            | Borussia Düsseldorf (pa) | 311 ; 28            |          |              |              |  |  |        |        |
|  | SS La Romagne                              | Borussia Düsseldorf (pa) | 311 ; 28            | 3 ; 1    |              |              |  |  |        |        |
|  | SS La Romagne                              |                          |                     | 3 ; 1    |              |              |  |  |        |        |
|  | Borussia Düsseldorf                        | 2 ; 3                    |                     |          |              |              |  |  |        |        |
|  | Borussia Düsseldorf                        | 2 ; 3                    | Borussia Düsseldorf | 3 ; 3    |              |              |  |  |        |        |
|  |                                            |                          | Borussia Düsseldorf | 3 ; 3    |              |              |  |  |        |        |
|  |                                            | Vaillante Angers         | 1 ; 0               |          |              |              |  |  |        |        |
|  | Vaillante Angers                           | Vaillante Angers         | 1 ; 0               | 3 ; 2    |              |              |  |  |        |        |
|  | Vaillante Angers                           |                          |                     | 3 ; 2    |              |              |  |  |        |        |
|  | TTF Ochsenhausen                           | 1 ; 3                    |                     |          |              |              |  |  |        |        |
|  | TTF Ochsenhausen                           | 1 ; 3                    | Vaillante Angers    | 3 ; 3    |              |              |  |  |        |        |
|  |                                            |                          | Vaillante Angers    | 3 ; 3    |              |              |  |  |        |        |
|  |                                            | SAG Cestas               | 1 ; 1               |          |              |              |  |  |        |        |
|  | El Nino Prague                             | SAG Cestas               | 1 ; 1               | 0 ; 1    |              |              |  |  |        |        |
|  | El Nino Prague                             |                          |                     | 0 ; 1    |              |              |  |  |        |        |
|  | SAG Cestas                                 | 3 ; 3                    |                     |          |              |              |  |  |        |        |
|  | SAG Cestas                                 | 3 ; 3                    |                     |          |              |              |  |  |        |        |

- Le Borussia Düsseldorf remporte sa 4eme Coupe ETTU.
- L'équipe victorieuse est composée de Timo Boll, Patrick Baum et Christian Süß.

## Section féminine

### Tours Préliminaires

#### Troisième Tour
| Locaux                         | Scores | Visiteurs             |
| ------------------------------ | ------ | --------------------- |
| Lybrae Consutants Heerlen      | 3-0    | ASD Sandonatese       |
| Fenerbahçe SK                  | 3-0    | Sdushor 13            |
| UCAM Cartagena                 | 3-2    | Centro Natacio Quadis |
| Dalenergosetproekt Vladivostok | 3-0    | Nord Donetsk TT       |
| Fotoprix Vic                   | 1-3    | CP Lys-lez-Lannoy     |
| Zamek Tarnobrzeg               | 3-1    | Surris Calella        |

### Phase Finale
Note : les équipes citées en premiers ci-dessous reçoivent au match aller.
|  | Quarts de finale  | Quarts de finale |               |       | Demi-finales      | Demi-finales |  |  | Finale | Finale |
|  | Quarts de finale  | Quarts de finale |               |       | Demi-finales      | Demi-finales |  |  | Finale | Finale |
|  |                   |                  |               |       |                   |              |  |  |        |        |
|  |                   |                  |               |       | 9 au 12 mars 2012 |              |  |  |        |        |
|  |                   |                  |               |       |                   |              |  |  |        |        |
|  | Fenerbahçe SK     | 3 ; 3            |               |       |                   |              |  |  |        |        |
|  | Fenerbahçe SK     | 3 ; 3            |               |       |                   |              |  |  |        |        |
|  | LC Heerlen        | 2 ; 2            |               |       |                   |              |  |  |        |        |
|  | LC Heerlen        | 2 ; 2            | Fenerbahçe SK | 3 ; 2 |                   |              |  |  |        |        |
|  |                   |                  | Fenerbahçe SK | 3 ; 2 |                   |              |  |  |        |        |
|  |                   | UCAM Cartagena   | 1 ; 3         |       |                   |              |  |  |        |        |
|  | Breclav Gumotex   | UCAM Cartagena   | 1 ; 3         | 1 ; 0 |                   |              |  |  |        |        |
|  | Breclav Gumotex   |                  |               | 1 ; 0 |                   |              |  |  |        |        |
|  | UCAM Cartagena    | 3 ; 3            |               |       |                   |              |  |  |        |        |
|  | UCAM Cartagena    | 3 ; 3            | Fenerbahçe SK | 3     |                   |              |  |  |        |        |
|  |                   |                  | Fenerbahçe SK | 3     |                   |              |  |  |        |        |
|  |                   | Vladivostok      | 0             |       |                   |              |  |  |        |        |
|  | Mladost Zagreb    | Vladivostok      | 0             | 0 ; 1 |                   |              |  |  |        |        |
|  | Mladost Zagreb    |                  |               | 0 ; 1 |                   |              |  |  |        |        |
|  | Vladivostok       | 3 ; 3            |               |       |                   |              |  |  |        |        |
|  | Vladivostok       | 3 ; 3            | Vladivostok   | 3 ; 3 |                   |              |  |  |        |        |
|  |                   |                  | Vladivostok   | 3 ; 3 |                   |              |  |  |        |        |
|  |                   | Zamek Tarnobrzeg | 2 ; 0         |       |                   |              |  |  |        |        |
|  | CP Lys-lez-Lannoy | Zamek Tarnobrzeg | 2 ; 0         | 0 ; 1 |                   |              |  |  |        |        |
|  | CP Lys-lez-Lannoy |                  |               | 0 ; 1 |                   |              |  |  |        |        |
|  | Zamek Tarnobrzeg  | 3 ; 3            |               |       |                   |              |  |  |        |        |
|  | Zamek Tarnobrzeg  | 3 ; 3            |               |       |                   |              |  |  |        |        |